# 磯谷郡
- 令制国一覧 > 北海道 (令制) > 後志国 > 磯谷郡
- 日本 > 北海道 > 後志総合振興局 > 磯谷郡

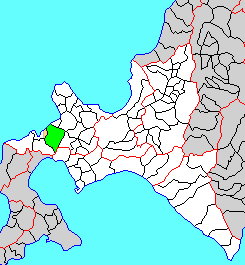
北海道磯谷郡の位置（緑：蘭越町 薄黄：後に他郡に編入された区域）

磯谷郡（いそやぐん）は、北海道（後志国）後志総合振興局の郡。
人口4,354人、面積449.78km²、人口密度9.68人/km²。（2025年6月30日、住民基本台帳人口）
以下の1町を含む。
- 蘭越町（らんこしちょう）

## 郡域
1879年（明治12年）に行政区画として発足した当時の郡域は、上記1町に寿都郡寿都町の一部（磯谷町）を加えた区域にあたる。

## 歴史

### 郡発足までの沿革
かつては磯屋郡と表記した。磯谷（磯屋）の名称は現在寿都郡寿都町に編入された磯谷・横澗の付近から発生した地名で、アイヌ語の「イソヤ（iso-ya）」（岩磯の・岸）に字を当てたものであった。
江戸時代、磯屋郡域は和人地となる。松前藩によってイソヤ場所が開かれていた。陸上交通は、渡島国から天塩国増毛郡への道のりの途上であったが、北の岩内郡へは雷電峠が難所となって陸路が途絶えて舟に頼っており、安政年間に磯谷請負人の桝屋栄五郎がアフシタ以西の一里あまりを開削し、岩内請負人仙北屋仁左衛門がアフシタ以東の2里(7.9.km)余を開削、以降、雷電嶺（国道229号の前身）では通年の陸路での移動が可能となった。また、このとき中間の温泉（朝日温泉の前身）には箱館在住の又兵衛を家守とする家を建て、通行の官吏旅客の便を図った。
江戸時代後期の文化4年には、磯屋郡域は天領とされた。文政年間以前、伊都岐島神社（寿都町字磯谷町横澗）が創建される。文政4年には磯屋郡域は一旦松前藩の元に戻された。天保年間には稲荷神社（蘭越町字港町）が磯谷場所請負人･西川順兵衛によって創建されている。安政2年再び天領となり庄内藩が警固にあたった。安政3年、願翁寺が島古丹の大黒沢（磯谷村）に建立された。戊辰戦争（箱館戦争）終結直後の1869年、大宝律令の国郡里制を踏襲して磯屋郡が置かれた。

### 郡発足以降の沿革
- 明治2年

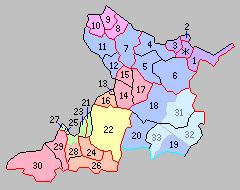
北海道一・二級町村制施行時の磯谷郡の町村（21.磯谷村 22.南尻別村 黄：蘭越町 緑：寿都郡寿都町）

  - 8月15日（1869年9月20日） - 北海道で国郡里制が施行され、後志国および磯谷郡が設置される。開拓使が管轄。
  - 9月14日（1869年10月18日） - 北部（横澗・島古丹・能津登・西土場など）が米沢藩[2]、南部が五島盛明[3]の領地となる。
- 明治4年
  - 3月28日（1871年5月17日） - 五島盛明の領地が再び開拓使の管轄となる。
  - 8月20日（1871年10月4日） - 廃藩置県により再び全域が開拓使の管轄となる。
- 明治5年
  - 4月9日（1872年5月15日） - 全国一律に戸長・副戸長を設置（大区小区制）。
  - 10月10日（1872年11月10日） - 4月に設置された区を大区と改称し、その下に旧来の町村をいくつかまとめて小区を設置（大区小区制）。
  - 同年、尻別村、能津登村、島古丹村、横澗村ができる。
- 明治9年（1875年）9月 - 従来開拓使において随意定めた大小区画を廃し、新たに全道を30の大区に分ち、大区の下に166の小区を設けた。

- 第7大区
  - 1小区 ： 尻別村、能津登村、島古丹村、横澗村

- 明治12年（1879年）7月23日 - 郡区町村編制法の北海道での施行により、行政区画としての磯谷郡が発足。
- 明治13年（1880年）1月 - 寿都郡外三郡役所（寿都磯谷歌棄島牧郡役所）の管轄となる。
- 明治15年（1882年）2月8日 - 廃使置県により函館県の管轄となる。
- 明治19年（1886年）
  - 1月26日 - 廃県置庁により北海道庁函館支庁の管轄となる。
  - 12月 - 函館支庁が廃止。
- 明治30年（1897年）11月5日 - 郡役所が廃止され、寿都支庁の管轄となる。
- 明治32年（1899年） - 尻別村が分村、北尻別村と南尻別村に分かれる。
- 明治35年（1902年）4月1日 - 北海道二級町村制の施行により、横澗村、島古丹村、能津登村、北尻別村の区域をもって磯谷村（二級村）が発足。（1村）
- 明治42年（1909年）4月1日
  - 北海道二級町村制の施行により、南尻別村（二級村、単独村制）が発足。（2村）
  - 磯谷村が北海道一級町村制を施行。
- 明治43年（1910年）3月1日 - 寿都支庁が廃止され、後志支庁の管轄となる。
- 昭和15年（1940年）4月1日 - 南尻別村が北海道一級町村制を施行。
- 昭和18年（1943年）6月1日 - 北海道一・二級町村制が廃止され、北海道で町村制を施行。
- 昭和22年（1947年）5月3日 - 地方自治法の施行により北海道後志支庁の管轄となる。
- 昭和29年（1954年）12月1日 - 南尻別村が町制施行、即日改称して蘭越町となる。（1町1村）
- 昭和30年（1955年）
  - 1月15日 - 磯谷村が寿都郡寿都町および樽岸村の一部（字建岩・樽岸・小川・浜中・上湯別・下湯別および五十嵐・丸山の一部）、歌棄郡歌棄村と合併し、改めて寿都郡寿都町が発足、郡より離脱。（1町）
  - 4月1日 - 蘭越町が寿都郡寿都町の一部（磯谷町北尻別）を編入。
- 平成22年（2010年）4月1日 - 後志支庁が廃止され、後志総合振興局の管轄となる。